# جوری اوئنو
جوری اوئِنو ((به ژاپنی: 上野 樹里 Juri Ueno)؛ (زادهٔ ۲۵ مهٔ ۱۹۸۶) یک هنرپیشه زن اهل ژاپن است.